# Elof Tegnér
Elof Kristofer Tegnér (født 30. juni 1844, død 26. februar 1900) var en svensk historieskriver og biblioteksmand, sønnesøn af Esaias Tegnér den ældre, bror til Esaias Tegnér den yngre.
Tegnér blev Dr. phil. i Lund 1865, var 1870—83 ansat ved det Kongelige Bibliotek (nationalbiblioteket) i Stockholm, hvor han blandt andet 1877 varetog bogsamlingernes overflytning til den nuværende biblioteksbygning, og fra 1883—1900 bestyrer af Universitetsbiblioteket i Lund.
Af Tegnérs historiske arbejder kan nævnes Lunds Universitets historia 1668—1868 (1868, i forening med Martin Weibull), Gustaf Mauritz Armfelt (1883—87), også optaget i værket Från Tredje Gustafs dagar, III, Svenska bilder från 1600-talet (1896), Från farfarsfars och farfars tid (1900), Lunds Universitet 1872—1897 (1897).
Tegnér har desuden forfattet forskellige afhandlinger og mindre skrifter samt udfoldet en betydningsfuld virksomhed som udgiver af memoireværker, såsom ovennævnte Från Tredje Gustafs dagar (Schröderheims breve og skrifter, Adlerbeths memoirer), erindringer og optegnelser af Lars von Engeström (1876), optegnelser og erindringer af H.G. Trolle-Wachtmeister (1889).
Tegnér foranstaltede også flere udgaver af farfaderens skrifter, såsom Samlade skrifter (1871—72), Efterlemnade skrifter (1873—74), jubelfestudgaven af Samlade skrifter (1882—85), desuden Ur Esaias Tegnérs papper. Urval af samtidas bref till Esaias Tegnér (1882). Hans egne Valda skrifter med indledende biografi af Henrik Schück udkom 1904—06 i 6 bind.
Tegnér var en af Sveriges betydeligere historikere i sin tid; med grundighed og ophøjet objektivitet forenede han et virkeligt mesterskab i fremstillingen. Som biblioteksmand var Tegnér særdeles fremragende, og særlig Lunds Universitetsbibliotek blev af ham fuldstændig omskabt og sat i en mønsterværdig orden.